# ایوان تیس
ایوان تیس (انگلیسی: Ivan Thys; ۲۹ آوریل ۱۸۹۷ – ۱۵ فوریهٔ ۱۹۸۲) بازیکن فوتبال اهل بلژیک بود.
وی همچنین در تیم ملی فوتبال بلژیک بازی کرده‌است.